# Parosteodes ferritinctaria
Parosteodes ferritinctaria là một loài bướm đêm trong họ Geometridae.